# Orgyen Thrinle Dorje

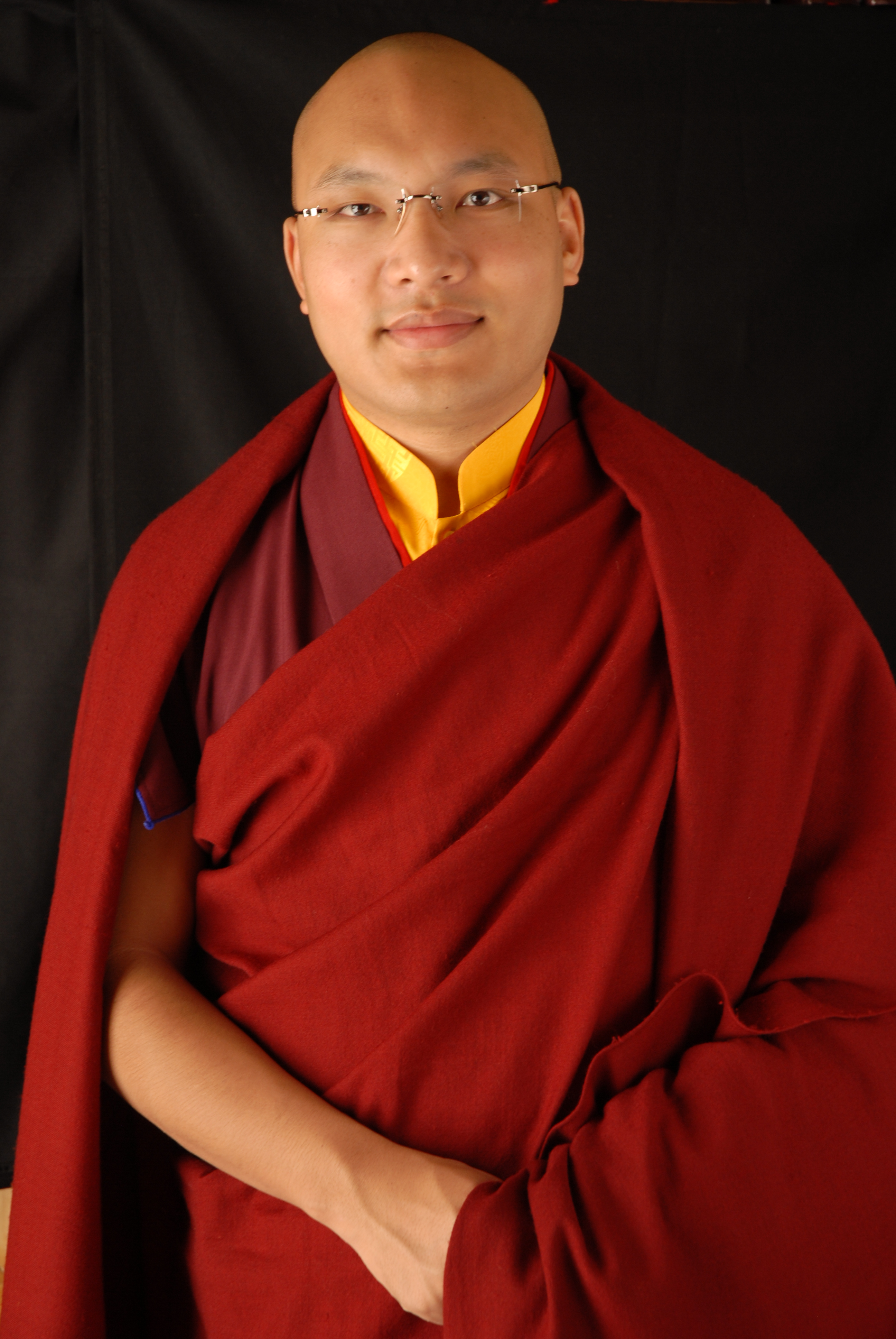
Orgyen Thrinle Dorje (2009)

Orgyen Thrinle Dorje (tibetisch ཨོ་རྒྱན་འཕྲིན་ལས་རྡོ་རྗེ། Wylie o rgyan 'phrin las rdo rje; * 26. Juni 1985) ist neben Thaye Dorje einer der beiden offiziell inthronisierten 17. Gyalwa Karmapas der Karma-Kagyü-Schule des tibetischen Buddhismus.

## Leben
Orgyen Thrinle Dorje wurde am 26. Juni 1985 als achtes von zehn Kindern tibetischer Nomaden im Ort Bator in der Region Lathog (ལ་ཐོག la thog / Lāduō Xiàng 拉多乡) des Kreises Qamdo des Regierungsbezirks Qamdo im Autonomen Gebiet Tibet der Volksrepublik China geboren. Seine Organisation erklärt, kurz nach seiner Geburt sei es zu zahlreichen wundersamen Ereignissen gekommen. So hätten alle Mitglieder der Gemeinschaft am dritten Tag nach seiner Geburt anderthalb Stunden lang ein Schneckenhorn und andere Musikinstrumente gehört. Er verbrachte als Kind vier Jahre in einem Kloster, gemäß einem Versprechen, das die Eltern dem dortigen Abt gegeben hatten, wenn ihnen nach sechs Töchtern wieder ein Sohn geboren würde.
1992 wurde Orgyen Thrinle Dorje von Mönchen aus dem Kloster Tshurphu (tib.: mtshur phu) zum 17. Karmapa erklärt. Dabei spielte auch Akong Rinpoche als Vertreter des Tai Situpa im Suchtrupp eine Rolle. Der Dalai Lama, Tai Situpa und die chinesische Regierung erkannten ihn als Reinkarnation an. Orgyen Thrinle Dorje zog ins Tshurphu-Kloster und seine Tonsur-Zeremonie fand im Jokang-Tempel in Lhasa statt. Am 27. September 1992 um 12 Uhr mittags fand vor 20.000 Mönchen und Pilgern die Inthronisierung im Tshurphu-Kloster statt.
1994 besuchte Orgyen Thrinle Dorje die wichtigsten Klöster und Tempel Tibets, darunter den Potala-Palast und den Jokhang in Lhasa, Trashilhünpo, Drepung, Sera und Ganden. Danach reiste er auf Einladung der Regierung nach Peking, wo er u. a. Jiang Zemin und Li Peng traf und an den Feiern zum 45. Gründungstag der Volksrepublik China teilnahm. Er besuchte buddhistische Tempel in Peking und Umgebung und reiste zum Wutai Shan sowie nach Shanghai, Nanjing und Chengdu.
Über Orgyen Thrinle Dorjes zweite Reise nach Peking und ein Zusammentreffen mit der von der chinesischen Regierung anerkannten Reinkarnation des Penchen Lama Gyeltshen Norbu im Jahr 1999 wurde in den chinesischen Medien besonders ausführlich berichtet. Ende Dezember 1999 verließ er zusammen mit einer Gruppe Mönche das Kloster Tshurphu und erreichte Anfang Januar 2000 Indien.

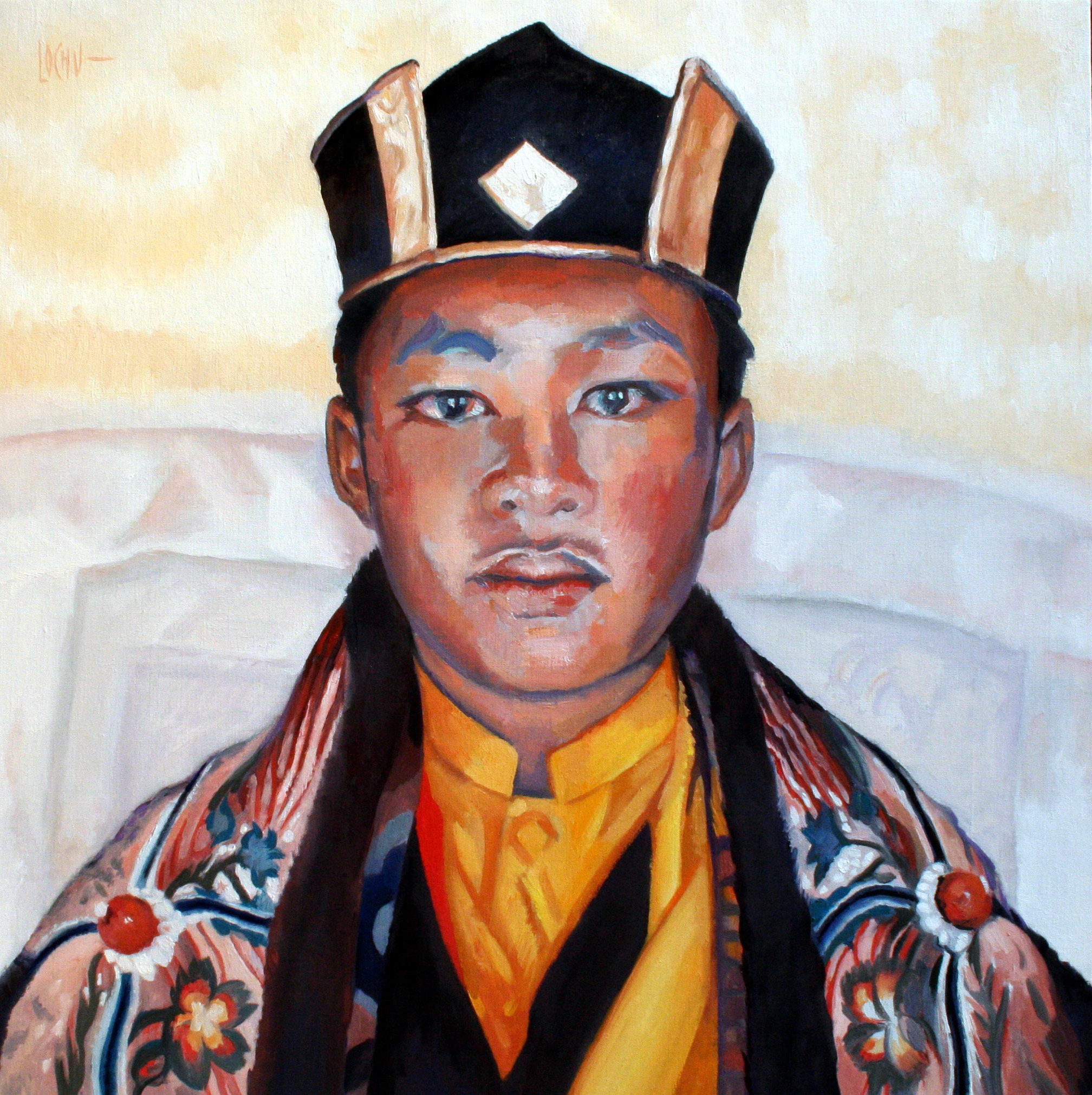
Gyalwa Karmapa von Claude-Max Lochu, für den Tempel des Friedens, 2008

Zunächst herrschte Verwirrung über seine Flucht. Chinesische Medien berichteten, Orgyen Thrinle Dorje habe einen Brief hinterlassen und erklärt, er hätte die Reise unternommen, um Ritualgegenstände zu beschaffen. Am 5. Januar kam er in Dharamsala an und traf den 14. Dalai Lama.
Anfang 2001 gewährte ihm die indische Regierung den Status eines Flüchtlings und Orgyen Thrinle Dorje begab sich auf eine Pilgerreise zu verschiedenen buddhistischen Stätten in Indien.
Orgyen Thrinle Dorje lebt seit 2017 in den USA. Er besitzt inzwischen Staatsbürgerschaft und Reisepass eines karibischen Kleinstaates, dem Commonwealth of Dominica, was heftige Kritik der indischen Regierung auslöste.
Am 4. März 2018 veröffentlichte Orgyen Thrinle Dorje auf seinem offiziellen YouTube-Kanal ein Video. Er erklärt darin mehrfach, er sei ein einfacher Mensch, habe keine Verbindungen zu den vorherigen Karmapas und sei insbesondere keine Wiedergeburt irgendeines Lama.

## Polizeiliche Ermittlungen 2011
Anfang 2011 wurden zwei seiner engsten Mitarbeiter verschiedener Währungsvergehen beschuldigt und in Haft genommen, er selbst von indischen Behörden verhört. Von seiner Verwaltung sollen illegale Grundstücksgeschäfte getätigt worden sein, der entsprechende Grundbesitz einschließlich des von ihm bewohnten Klosters ist vorläufig konfisziert worden. Indische Regierungskreise beschuldigten ihn außerdem, ein „chinesischer Spion“ zu sein. Er selbst, der Dalai Lama und die chinesische Regierung wiesen die Verdächtigungen zurück, Stimmen in der indischen Presse vermuteten politische Motive hinter den Ermittlungen. Zwischen der Regionalregierung des Bundesstaates Himachal Pradesh und der indischen Zentralregierung kam es zu einem Konflikt über den Umgang mit den Vorwürfen; während die Zentralregierung die Ermittlungen schon bald einstellen wollte, wurden sie auf Ebene des Bundesstaates weitergeführt. Anfang Dezember 2011 wurde formal Anklage gegen Orgyen Thrinle Dorje und neun weitere Beschuldigte vor einem regionalen Gericht erhoben, die Rede ist von Urkundenfälschung, Geldwäsche und Verschwörung („Conspiracay“). Mitte April beantragte die Regionalregierung, die Anklage gegen Orgyen Thrinle Dorje zurückzuziehen, um nicht „die religiösen Gefühle des Volkes“ zu verletzen. Das Gericht hat der Rücknahme im Mai 2012 zugestimmt. Der Strafprozess gegen die weiteren Beschuldigten, darunter enge Mitarbeiter Orgyen Thrinles, wird weitergeführt.

## Anschuldigungen 2019
Im Januar 2019 wurden in taiwanischen Medien Anschuldigen einer Frau verbreitet, die behauptete, von Orgyen Thrinle Dorje sexuell ausgebeutet worden zu sein.